# Abdul-Jabbar van de Ven
Abdul-Jabbar van de Ven (geboren als Johannes Lambertus Henricus (Jilles) van de Ven; 's-Hertogenbosch, 23 februari 1977) is een Nederlands islamitisch prediker.

## Levensloop
Jilles van de Ven groeide op in een rooms-katholieke omgeving in het Brabantse Heesch. In 1991, rond zijn veertiende verjaardag, bekeerde hij zich tot de islam en wel in een Turkse moskee. Al vroeg leerde hij Arabisch en veranderde hij zijn voornaam in Abdul-Jabbar, wat zoveel betekent als 'dienaar van Allah'.
Van de Ven begon zijn intensieve zoektocht naar islamitische kennis door zeven dagen per week, drie jaar lang, privé-lessen te volgen van een Algerijnse imam die op zijn beurt in Pakistan en Jemen had gestudeerd. Daarna studeerde Van de Ven een tijdje in Amman (Jordanië), waarna hij uiteindelijk in Saoedi-Arabië aan de Islamitische universiteit van Medina ging studeren. Buiten school woonde hij in Medina de lessen bij van de bekende islamitische geleerde 'Abdoel-Qaadir bin Shaybah Al-Hamd. In Nederland begon hij aan een universitaire studie Arabisch en islam aan de Nijmeegse Radboud Universiteit, waar hij een master-opleiding volgde. Tevens volgde Van de Ven een opleiding Indonesisch aan dezelfde universiteit. Naar eigen zeggen is hij met name sterk beïnvloed door de werken van imam Ibn Qayyim Al-Djawziyyah.
Sinds circa 1999 draagt Van de Ven zijn opvattingen over de islam als godsdienstleraar uit in moskeeën en daarbuiten (vooral ook aan jongeren) en via publicaties, onder andere op internet. Ook heeft hij verschillende islamitische werken vertaald naar het Nederlands, zoals de Hadith-verzameling Riyadh as-Salihin van imam An-Nawawi,Talkhis Ahkam-ul-Jana'iz van Muhammad Nasiruddin al-Albani en Christ in Islam van Ahmed Deedat.
Van de Ven kan als een fundamentalistische dan wel extremistische moslim worden gekarakteriseerd, alhoewel hij dat zelf relativeert. In een interview met Trouw gaf hij echter aan deze titel als een eer te beschouwen en de Taliban als dé vertegenwoordigers van de islam te zien.
Van de Ven is enige tijd voorzitter geweest van de Nederlandse afdeling van het Islamic Propagation Centre International (IPCI), een islamitische bekeringsorganisatie die haar basis heeft in het Zuid-Afrikaanse Durban, onder leiding van sjeik Ahmed Deedat. Deze laatste heeft geld ontvangen van de als conservatief-islamitisch bekendstaande familie Bin Laden.

## Optreden inHet Elfde Uur
In november 2004 kwam Van de Ven, die werd gezien als de inspirator van terreurverdachte Jason Walters en volgens krantenberichten ook van Mohammed Bouyeri, de moordenaar van Theo van Gogh, in opspraak, toen hij in het EO-programma Het Elfde Uur aan interviewer Andries Knevel desgevraagd antwoordde dat hij niet zou treuren om de dood van het Tweede Kamerlid en islamcriticus Geert Wilders. Van de Ven merkte in het programma op dat hij hoopte dat dit niet zou plaatsvinden door een moordaanslag van een moslim, maar dat hij er niet rouwig om zou zijn als het een natuurlijke dood door een zware ziekte zou betreffen. Ook gaf hij toe dat hij iets van blijdschap voelde toen hem de moord op Theo van Gogh ter ore kwam. Rita Verdonk, toenmalig minister voor Vreemdelingenzaken en Integratie, betoonde zich hoogst verontwaardigd over deze uitlatingen en wilde de kwestie tot op de bodem laten uitzoeken. Centrale vraag daarbij zou zijn of Van de Ven zich schuldig had gemaakt aan strafbare feiten. Ze waarschuwde ervoor dat Van de Ven als (zelfbenoemd) leraar een grote verantwoordelijkheid heeft. Ook in de Tweede Kamer waren verbijsterde reacties te horen. CDA-Kamerlid Mirjam Sterk, in de uitzending aanwezig, noemde de kwetsende opmerkingen "onacceptabel". Volgens Sterk zou er een "totaal verkeerde werking" uitgaan van de woorden van Van de Ven, die er prat op zou gaan dat hij een groot bereik heeft onder islamitische jongeren: "Wanneer van de Ven als rolmodel voor jongeren functioneert en dergelijke taal uitslaat, is dat een levensgevaarlijke ontwikkeling die abrupt moet worden gestopt".
Van de Ven was door de veiligheidsdienst AIVD in verband gebracht met terreurverdachte Jason Walters, die een aanslag zou hebben beraamd op Geert Wilders. Walters werd op 10 november 2004 na de urenlange belegering in de Haagse Antheunisstraat ingerekend samen met de 22-jarige Ismail Akhnikh. Beiden werden betiteld als lid van de Hofstadgroep. Programmamaker Knevel reageerde geschokt op de uitspraken van zijn gast: "Het enige positieve is dat Van de Ven eerlijk is en voor zijn mening uit durft te komen.".
De uitspraak zorgde, behalve in de Tweede Kamer, ook voor veel opschudding bij het kabinet-Balkenende, dat hierover zijn verontwaardiging uitte. In een verklaring achteraf verklaarde Van de Ven dat hij beter niet had kunnen antwoorden op deze vraag van interviewer Andries Knevel en dat hij zulke dingen nooit in zijn lessen verkondigt. Van de Ven dook vervolgens onder, omdat hij met de dood zou zijn bedreigd. Minister Piet Hein Donner van Justitie wilde dat het Openbaar Ministerie zou onderzoeken of Van de Ven om de uitspraak kon worden vervolgd: "Als dit niet strafbaar is, moeten we andere maatregelen nemen om het verder vergiftigen van het debat te voorkomen.". Het OM stelde een onderzoek in, maar besloot uiteindelijk om Van de Ven niet strafrechtelijk te vervolgen. De uitspraken waren weliswaar afkeurenswaardig, maar niet in strijd met de wet. De doodsverwensing viel niet onder de strafbepaling van opruiing. Minister Donner berichtte de Tweede Kamer in een brief dat er geen sprake was van "uitlatingen die oproepen tot enig strafbaar feit of gewelddadig optreden tegen het openbaar gezag". Ook vervolging op grond van het aanzetten tot haat, discriminatie, belediging of bedreiging bleek onmogelijk.
De uitspraken moesten volgens de minister worden gezien als meningen die onder de vrijheid van meningsuiting vielen. Desalniettemin had Donner geen goed woord over voor de uitlatingen van Van de Ven: "Ik acht ze weinig opbouwend en in alle gevallen onverantwoord en afkeurenswaardig in de huidige tijd".
De fractievoorzitters in de Tweede Kamer vroegen justitieminister Donner alle mogelijkheden te onderzoeken om keihard op te treden tegen de omstreden islamist. Daarbij moest ook worden bekeken of de doodsverwensing als een vorm van radicalisme kan worden gezien, waar tegen opgetreden kan worden.
Donner was, zoals hij al eerder had aangegeven, bereid om te bekijken of de huidige strafbaarstellingen verruimd kunnen worden. Hij wilde nog niet vooruitlopen op de uitkomsten van dat onderzoek.

## Boek
In april 2008 debuteerde Van de Ven als auteur. Hij schreef samen met de arabist Hans Jansen het boek Bombrieven. Paul Witteman verklaarde in een aflevering van de talkshow Pauw & Witteman, die was aangekondigd als debat tussen Jansen en Van de Ven, dat Van de Ven niet meer met zijn co-auteur in debat durfde te gaan. Dit was aanleiding voor Jansen om een herdruk van het boek te verbieden. Jansen tegenover het ANP: "We hebben het boek gemaakt in de geest van de dialoog, maar plots wilde mijnheer opeens geen dialoog meer. Ik ga die man niet op het paard hijsen als hem het fatsoen ontbreekt afspraken na te komen."

## Campagne tegen Gregorius Nekschot
In maart 2005 deed Van de Ven via webfora zoals marokko.nl en islaammail.com een oproep om aangifte te doen tegen de cartoonist Gregorius Nekschot nadat die enkele provocerende cartoons rondom de islam en ook Van de Ven in het bijzonder had gepubliceerd. De prediker had aanwijzingen gegeven over hoe aangifte te doen bij het Meldpunt Discriminatie Internet (MDI). Het MDI besloot na het binnenkomen van 88 meldingen aangifte te doen tegen Gregorius Nekschot. Dagblad De Pers schreef op 26 maart 2010 dat 75 van de 88 meldingen waren binnengekomen in de dagen nadat Van de Ven zijn oproepen had geplaatst.